# Андрёнов, Сырен-Доржо Дашеевич
Сырен-Доржо Дашеевич Андрёнов (15 октября 1951 года) — заслуженный тренер России, 7-кратный чемпион РСФСР по вольной борьбе, чемпион и многократный призёр чемпионатов СССР по вольной борьбе среди слабослышащих спортсменов.

## Биография
Сырен-Доржо Дашеевич Андренов Родился 15 октября 1951 года в улусе Шарагун Тункинского района. В 1969 году, в возрасте 18 лет начал заниматься вольной борьбой у заслуженного тренера России Валерия Николаевича Иванова. Шесть лет спустя, в 1975 году стал бронзовым призёром чемпионата России среди слабослышащих спортсменов и был включен в сборную РСФСР. 7-кратный чемпион РСФСР, чемпион и многократный призёр чемпионатов СССР среди слабослышащих спортсменов.
С 1991 года тренировал на общественных началах детей в коррекционной школе-интернате для глухих, совмещая тренерскую работу с трудовой деятельностью на стройке. Уже тогда юноши с нарушениями слуха, которых тренировал Андренов, на равных боролись со слышащими сверстниками.
Даша Мункуев, Станислав Павлихин, Сергей Цыренжапов и Александр Цоктоев успешно участвовали в районных и республиканских турнирах, становились призёрами на чемпионате Бурятии среди слышащих спортсменов. В 2003 году все перечисленные ученики Сырен-Доржо Дашеевича стали чемпионами России среди инвалидов по слуху, а сборная Бурятии заняла первое общекомандное место.
В связи с отстутствием материальной поддержки, подающие большие надежды Даша Мункуев, Станислав Павлихин и Сергей Цыренжапов вынуждены были оставить спорт. Александру Цоктоеву же повезло, ему удалось найти спонсора в лице Андрея Гомбоевича Самаринова. Талантливый харизматичный молодой борец превзошёл все ожидания, выиграв в возрасте 16 лет чемпионат России среди взрослых, а затем и чемпионат мира.
В 2008 году воспитанник Сырен-Доржо Дашеевича Андренова Александр Цоктоев выиграл чемпионат Сибирского федерального округа среди слышащих спортсменов (старшие кадеты). Далее Цоктоев поехал на чемпионат России и вышел в финал, где, по мнению специалистов, его засудили. В результате Александр Цоктоев стал серебряным призёром чемпионата России среди слышащих. А в 2009 году Цоктоев стал чемпионом Сурдлимпийских игр.
- Я стремился к тому, чтобы стать тренером, мечтал о том, чтобы тренировать именно глухих. Я немного слышу, и информацию жестами передаю нашим глухим. Борьбу, конечно, мы любим. Поэтому всю жизнь я отдал борьбе.
Я радуюсь, что сейчас появились новые молодые тренеры. Хорошо работает Баир Бороевич Батомункуев, молодец он. Я его поддерживаю полностью. А также Будажап Самбуев заканчивает спортивную карьеру и уже работает с малышами и мальчиками повзрослее. С удовольствием передаю свои знания и опыт тренерам. Ну и ребята, конечно, с удовольствием тренируются у нас. Как меня увидят, - воспринимают как своего, глухого. Ведь я могу слышать только при помощи аппарата, а без аппарата я - глухой — рассказывает заслуженный тренер России Сырен-Доржо Дашеевич Андренов.

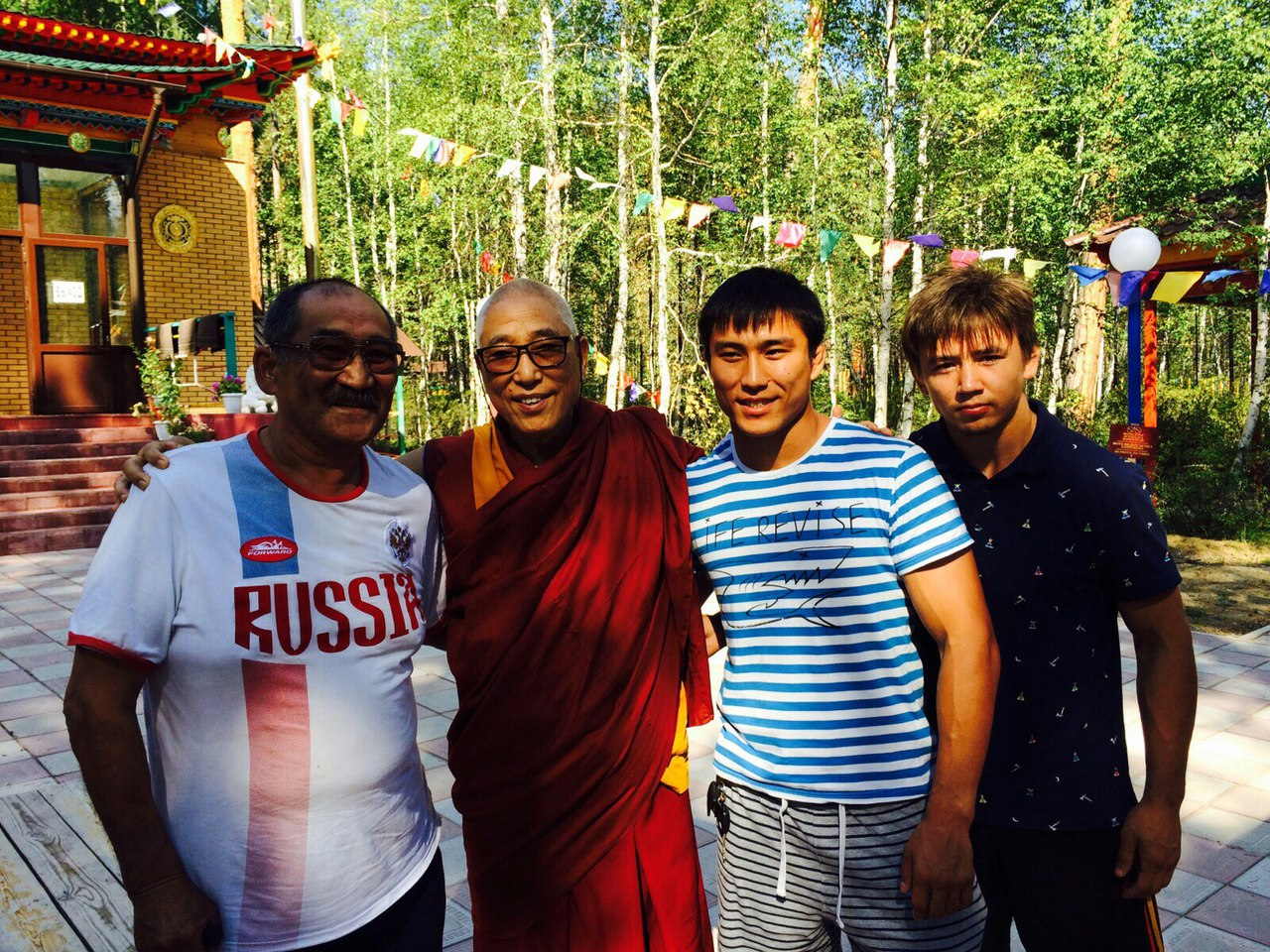
Сырен-Доржо Дашеевич Андренов, Еши Лодой Ринпоче, Сурдлимпийский чемпион по вольной борьбе Александр Цоктоев, чемпион мира по вольной борьбе Александр Трескин